# François Jongen
François Jongen, Pseudonym; Nicolas Blanmont (* 20. September 1961 in Nivelles) ist ein belgischer Rechtswissenschaftler, Schriftsteller und Journalist.

## Leben
Jongen studierte Rechtswissenschaften und promovierte an der Université catholique de Louvain zum Doctor juris. An der Université Libre de Bruxelles erwarb er ein Lizenziat im Fach Journalismus und Kommunikation. Er ist Professor für Medienrecht an der Université catholique de Louvain und hat Gastprofessuren an den Universitäten Paris II Panthéon-Assas, der Universität Neuenburg (Schweiz) und der Universität Lüttich inne. Darüber hinaus ist er als Rechtsanwalt in den Anwaltskammern von Brüssel und Nivelles tätig.
François Jongen hat mehrere juristische Werke im Bereich des Medienrechts veröffentlicht. Er ist Mitherausgeber der Zeitschrift Auteurs & Media, der Revue de Jurisprudence de Liège, Mons, Bruxelles und der Zeitschrift Administration publique. Zudem war er stellvertretender Vorsitzender des Verwaltungsrats des RTBF, und Mitglied des Verwaltungsrats der Régie Média Belge S.A. sowie stellvertretender Vorsitzender der Fédération des Jeunesses Musicales de la Communauté française.
Unter dem Pseudonym Nicolas Blanmont ist Jongen als Musikkritiker der Tageszeitung La Libre Belgique und des Senders RTBF tätig. Bekanntheit erlangte er hier seit 1989 vor allem durch die Moderation der Fernsehübertragung des Concours Reine Elisabeth und seine wöchentlichen Rundfunksendungen Le classique des classiques (La Première) und De vive voix (Musiq'3).
Ebenfalls unter seinem Pseudonym veröffentlichte Jongen drei Romane, zahlreiche Essays und einen Reiseführer. Zum 575-jährigen Bestehen der Universität Löwen im Jahr 2001 verfasste Jongen das Libretto zu dem Oratorium Ludus Sapientiae von Pierre Bartholomée. Unter dem Titel Prima la musica, prime le parole verfasste er eine Biografie des Dirigenten und Countertenors René Jacobs.
Seit dem 1. September 2020 ist François Jongen Direktor des belgischen Regionalsenders TV-Lux, mit Sitz in Libramont.

## Schriften

### Romane
- Qui a tué José H.?. Nauwelaerts, Beauvechain 1988.
- Les aventures du Belge errant. Quorum, Ottignies 1995, ISBN 2-930014-65-2.
- Le grand procès. Versant Sud, Louvain-la-Neuve 2004, ISBN 2-930358-23-8.

### Juristische Werke
- La police de l'audiovisuel. Analyse comparée des modes de régulation de la radio et de la télévision en Europe. Bruylant, Brüssel 1994, ISBN 2802708678.
- Les médias vus par les juges de l'Union européenne. In: Medialex. 1999, ISSN 1420-3723, S. 221–230.
- Audiovisuel : les révolutions de 89. Mit Pierre Stéphany. Politique et histoire, Brüssel 1990, ISBN 2-87311-004-X.
- Droit de la radio et de la télévision. De Boeck, Brüssel 1989, ISBN 2-8041-1205-5.

## Musikschriftsteller
- Prima la musica, prime le parole. Biografie, René Jacobs, Versant Sud, Louvain-la-neuve 2009, ISBN 978-2-930358-42-0
- Concours Reine Elisabeth, Scènes et coulisses Versant-sud Louvain-la-neuve, 2012, ISBN 978-2-930358-63-5